# Manuel Clemente
Manuel José Macário do Nascimento Clemente (ur. 16 lipca 1948 w Torres Vedras) – portugalski duchowny rzymskokatolicki, doktor nauk teologicznych specjalizujący się w dziedzinie historii Kościoła, biskup pomocniczy patriarchatu lizbońskiego w latach 2000–2007, biskup diecezjalny Porto w latach 2007–2013, zastępca przewodniczącego Konferencji Episkopatu Portugalii w latach 2011–2014, patriarcha Lizbony w latach 2013–2023 jako Manuel III, przewodniczący Konferencji Episkopatu Portugalii w latach 2014–2020, kardynał prezbiter od 2015.

## Życiorys
Święcenia kapłańskie otrzymał 29 czerwca 1979 i został inkardynowany do Patriarchatu Lizbony. Po krótkim stażu wikariuszowskim rozpoczął pracę w lizbońskim seminarium. W latach 1989–1997 był wicerektorem uczelni, zaś w latach 1997-1999 jej rektorem.
6 listopada 1999 papież Jan Paweł II mianował go biskupem pomocniczym patriarchatu lizbońskiego, ze stolicą tytularną Pinhel. Sakry biskupiej udzielił mu 22 stycznia 2000 patriarcha Lizbony – kardynał José da Cruz Policarpo.
22 lutego 2007 został mianowany biskupem ordynariuszem diecezji Porto. Ingres odbył się 25 marca 2007.
18 maja 2013 papież Franciszek mianował go patriarchą Lizbony. Ingres odbył się 6 lipca 2013. Paliusz otrzymał z rąk papieża Franciszka w dniu 29 czerwca 2013.
W latach 2011–2014 był wiceprzewodniczącym Konferencji Episkopatu Portugalii, zaś w latach 2014-2020 pełnił funkcję jej przewodniczącego.
14 lutego 2015 na konsystorzu mianowany kardynałem z tytułem prezbitera Sant’Antonio in Campo Marzio. 
10 sierpnia 2023 papież Franciszek przyjął jego rezygnację z funkcji biskupa diecezjalnego. Brał udział w konklawe 2025, które wybrało papieża Leona XIV.